# 南河省
南河省（越南语：／），是越南1965年至1996年间的省份，省莅在南定市，今属河南省和南定省。

## 地理
南河省东北接太平省，北接海兴省，西接河西省，西南接宁平省，东南临北部湾。面积2479.8平方千米，1993年人口2590373人。

## 历史
1965年4月21日，河南省和南定省合并为南河省，省莅南定市。下辖南定市、河南市社和春长县、胶水县、美禄县、海后县、义兴县、南直县、直宁县、懿安县、务本县、平陆县、里仁县、青廉县、维先县、金榜县14县。
1966年，春长县和胶水县合并为春水县。
1967年6月13日，美禄县并入南定市。
1968年3月26日，直宁县7社并入海后县，剩余部分与南直县合并为南宁县。
1975年12月27日，越南政府合并省份，南河省和宁平省合并为河南宁省，省莅在南定市。
1977年4月27日，金榜县、青廉县和河南市社合并为金青县，南定市9社划归平陆县管辖。
1981年4月9日，金青县分设为金榜县、青廉县和河南市社。
1991年12月26日，越南国会通过决议，撤销河南宁省，恢复南河省和宁平省。
1996年时，南河省下辖南定市、河南市社和春水县、海后县、义兴县、南宁县、懿安县、务本县、平陆县、里仁县、青廉县、维先县、金榜县11县。
1996年11月6日，越南国会通过决议，撤销南河省，恢复河南省和南定省，河南市社改名为府里市社。河南省下辖府里市社和平陆县、里仁县、青廉县、维先县、金榜县5县；南定省下辖南定市和春水县、海后县、义兴县、南宁县、懿安县、务本县6县。

## 行政区划
1996年，南河省下辖1市1市社11县。
- 南定市
- 河南市社
- 平陆县
- 维先县
- 海后县
- 金榜县
- 里仁县
- 南宁县
- 义兴县
- 青廉县
- 务本县
- 春水县
- 懿安县